# Vochysia antioquia
Vochysia antioquia är en tvåhjärtbladig växtart som beskrevs av Sanoja och Marc.-berti. Vochysia antioquia ingår i släktet Vochysia och familjen Vochysiaceae. Inga underarter finns listade i Catalogue of Life.